# تاتوره علفی
 تاتوره علفی(نام علمی: Datura inoxia) نام یک گونه از سرده تاتوره است.